# Kemano

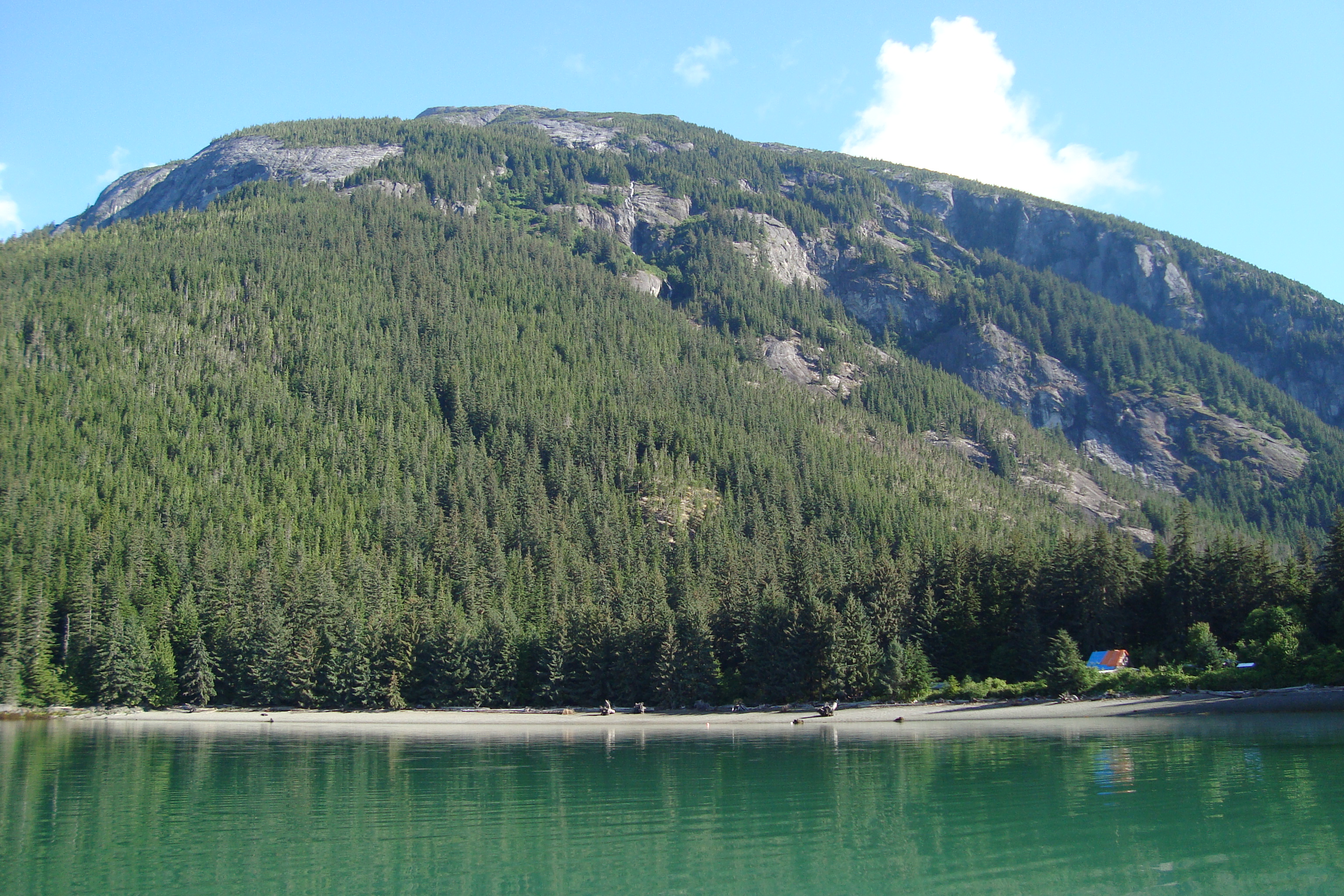
Kemano Beach

Kemano – podziemna elektrownia wodna w Kanadzie, w prowincji Kolumbia Brytyjska o mocy 896 MW, którą zbudowano w celu zapewnienia energii do wytopu aluminium z rudy przez firmę Alcan Aluminium Limited wchodzącą obecnie w skład Apollo Global Management. 